# 金森·约翰逊
金森·约翰逊（Jinson Johnson，1991年3月15日—），印度男子田径运动员，主攻中距离赛跑，2018年亚洲运动会男子1500米金牌得主和男子800米银牌得主、2022年亚洲运动会男子1500米铜牌得主。